# Brunki
Brunki is een plaats in het Poolse district  Myśliborski, woiwodschap West-Pommeren. De plaats maakt deel uit van de gemeente Barlinek en telt 70 inwoners.